# Cilindrata

Motore a ciclo otto

In meccanica, la cilindrata è il volume, espresso in centimetri cubici (cm3) o anche talvolta in litri (o in dm3), che descrive una delle caratteristiche del cilindro di un motore o di una macchina volumetrica. Nel caso di una macchina alternativa, la cilindrata è data dal volume descritto nel ciclo del pistone, all'interno del cilindro, tra il punto morto inferiore e il punto morto superiore. Nel caso più tipico dei motori endotermici a 2 o più cilindri, tale grandezza va moltiplicata per il loro numero, per indicare la cilindrata totale del motore e distinguerla dalla cilindrata unitaria, che indica il volume riferito ai singoli cilindri. Nella pratica, è il prodotto della superficie della sezione interna del cilindro, moltiplicata per la corsa che compie il pistone nel cilindro stesso, durante una fase completa, ad esempio: aspirazione, compressione, espansione o scarico (nei motori a ciclo Otto). In genere, le dimensioni interessate dalla cilindrata, sono l'alesaggio e la corsa del pistone.

## Misura e misurazione
In meccanica viene indicata generalmente con il centimetro cubo o con il centilitro, oppure in litri; negli USA si usa in alcuni casi il pollice cubico.

### Motori a movimento alternativo
Nei motori con i pistoni a movimento alternativo, per ottenere la misurazione della cilindrata, servono i dati di alesaggio e corsa, solitamente espressi in millimetri; quindi:
{\displaystyle {\mathtt {Cilindrata\ totale}}=\pi \cdot \left({\frac {\mathtt {alesaggio\ del\ cilindro}}{2}}\right)^{2}\cdot \ {\mathtt {corsa}}\ \cdot \ {\mathtt {numero\ dei\ cilindri}}}

### Motore Wankel

Schema del motore:1 - Ugello di iniezione2 - Ugello di scarico
3 - Camera esterna4 - Camera di combustione5 - Ingranaggio centrale
6 - Rotore7 - Ingranaggio interno8 - Albero motore
9 - Candele di accensione

Nel caso del motore rotativo Wankel, la misurazione è molto più complicata, anche per il fatto che in un ciclo termico il motore compie tre aspirazioni; la cilindrata per camera (singola faccia del rotore) è pari a:
{\displaystyle {\mathtt {Cilindrata\ per\ camera}}={\mathtt {Larghezza}}\cdot {\mathtt {Raggio}}\cdot 2\cdot \sin 60^{\circ }}
Legenda:
- Larghezza, spessore del rotore (lato minore della facciata del rotore);
- Raggio, raggio dello statore, con cui si è generato l'epicicloide.

Per ottenere la cilindrata di ogni singolo rotore è sufficiente fare una semplice moltiplicazione
{\displaystyle {\mathtt {Cilindrata\ unitaria}}={\mathtt {cilindrata\ per\ camera}}\cdot 3}
Mentre la cilindrata totale è:
{\displaystyle {\mathtt {Cilindrata\ totale}}={\mathtt {cilindrata\ unitaria}}\cdot {\mathtt {numero\ dei\ rotori}}}

## Moltiplicatore di cilindrata
Fattore importante per il confronto delle varie tecnologie.

### Premessa
Siccome la potenza sviluppata dal motore è legata a:
- Regime di rotazione: al crescere del numero di giri (rpm) cresce la potenza; nel modo in cui, in condizioni ideali (quindi puramente teoriche), un motore ad esempio da 125 cm³ a 6 000 rpm, svilupperà la metà della potenza rispetto ad un motore sempre da 125 cm³ che però gira a 12 000 rpm.
- Cilindrata: maggiore è la cilindrata, maggiore sarà la potenza; difatti in condizioni ideali (quindi puramente teoriche) un motore da 125 cm³ svilupperà la metà della potenza rispetto ad un motore di cilindrata doppia, cioè da 250 cm³.
- Qualità e impostazione della tecnologia: la qualità delle varie soluzioni e le loro diverse impostazioni, giocano un ruolo importante nelle prestazioni.
- Elementi della combustione: il combustibile e il comburente influiscono direttamente sulla resa del motore.
- Rendimenti: rendimento termico (dato dalla combustione), rendimento volumetrico (riempimento del cilindro), rendimento meccanico (attriti generati dal motore).

### Uso
Nelle competizioni, e per il confronto tra i diversi tipi di motore, si usa la cilindrata come dato di paragone per confrontare, nel modo più equo, il rendimento delle diverse tecnologie; questo fattore viene determinato in modo che il motore di nuova tecnologia sia paragonabile ad un motore con tecnologia a quattro tempi, ed esso viene ricavato mediante la divisione del numero di fasi termiche per il numero delle rotazioni del motore compiute in queste fasi termiche.
I Moltiplicatori di cilindrata sono:
- Motore a due tempi = 2, dato che il motore a due tempi compie il doppio dei cicli a parità di regime o la metà delle rotazioni a parità dei cicli.
- Motore Wankel = 2/3 della cilindrata totale, dato che il motore Wankel compie 3 cicli a ogni rotazione del rotore e quindi a ogni 3 giri dell'albero motore, si ha un ciclo a ogni rotazione, dove questi cicli hanno 1/3 della cilindrata totale.
In un motore a quattro tempi la cilindrata totale viene svolta in due rotazioni, mentre in due rotazioni il motore Wankel ha coperto solo i 2/3 della cilindrata totale, quindi un motore a quattro tempi deve avere una cilindrata di due volte la cilindrata unitaria, quindi tramite il rapporto della cilindrata che deve avere il motore a quattro tempi rispetto alla cilindrata totale del Wankel si ha il fattore 2/3.

### Considerazioni
Questo fattore per essere usato correttamente andrebbe accoppiato con il limite di regime massimo e il numero di cilindri, in modo da evitare di favorire un motore rispetto all'altro, difatti se si parifica l'effetto dato dai diversi cicli, ma non si equalizza il regime massimo allo stesso regime limite, si favorisce il motore che riesce a sviluppare un regime superiore, come è successo con la MotoGP, dove si è utilizzato il fattore di moltiplicazione, ma non è stato accoppiato al limite di rotazione massima, il che ha conferito un vantaggio dei motori a quattro tempi, i quali già erano capaci d'usare l'iniezione diretta rispetto al carburatore dei motori a due tempi.

## Altri usi
Spesso la cilindrata viene utilizzata come metro per dividere in varie classi i veicoli e applicare diverse tassazioni a seconda della fascia di appartenenza, come la potenza fiscale negli anni passati.